# Senhals

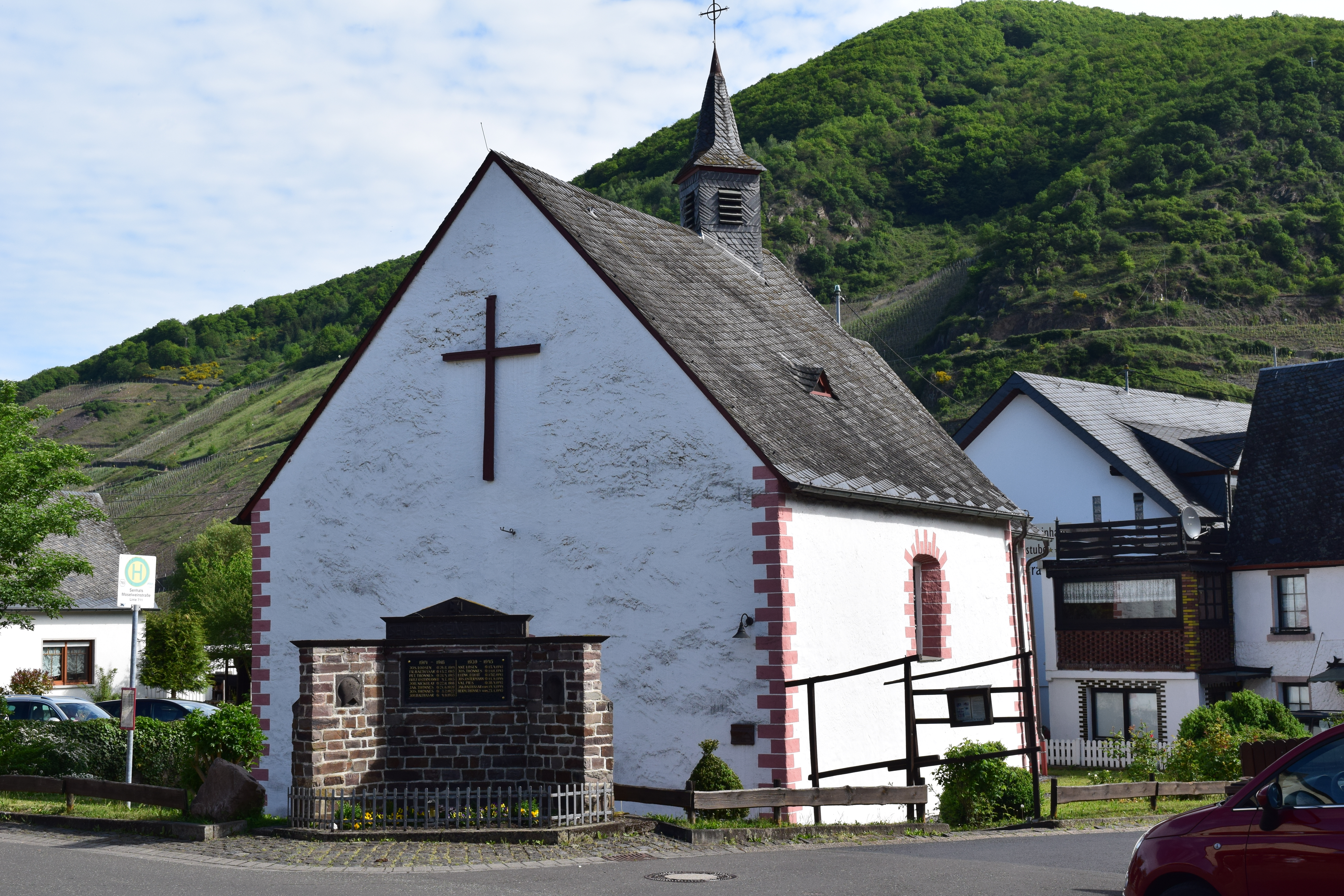
Kirche

Senhals ist ein Ortsteil der Ortsgemeinde Senheim an der Mosel am gegenüberliegenden Ufer.

## Lage
Die kleine Ortschaft gehört politisch zu Senheim im Landkreis Cochem-Zell in Rheinland-Pfalz und liegt am linken, nördlichen Ufer der Mosel nur wenige hundert Meter von der Nachbargemeinde Nehren entfernt.

## Geschichte
Senhals wurde gut 70 Jahre vor Senheim erstmals urkundlich erwähnt, weil die Kölner Kirche 1067 Güter in Senhals besaß. 1461 wurden vom Trierer Erzbischof Johann II. von Baden die Pfründe der Kapelle zu Senhals bestätigt. Die Kapelle gehörte zur Pfarrei Senheim.
Senhals lag an einer Fernstraße, die von den Niederlanden nach Frankfurt verlief und hier die Mosel überquerte. Im Jahre 1576 erreichten spanische Truppen, die zuvor Antwerpen geplündert und gebrandschatzt hatten (siehe Spanische Furie), über diese Straße den Ort Senhals. Das Dorf wurde restlos ausgeplündert und niedergebrannt.
Senhals gehörte bis 1780 zum Gericht Senheim, das Teil des „Dreiherrischen Gebiets auf dem Hunsrück“ war und gemeinschaftlicher Besitz von Kurtrier, den Grafen von Sponheim und den Grafen von Metternich-Winneburg-Beilstein.
Infolge der Koalitionskriege kam Senhals, so wie das gesamte Linke Rheinufer zu Frankreich. Senhals war bis 1814 Teil des Rhein-Mosel-Départements. Bereits 1794 wurde von den Franzosen zwei Brücken zwischen Senheim und Senhals gebaut, die bis 1810 standen. Aufgrund der Beschlüsse auf dem Wiener Kongress kam Senhals 1815 zum Königreich Preußen und wurde Ortsteil der Gemeinde Senheim.
Die heutige Moselbrücke zwischen den Orten wurde 1965 bis 1967 gebaut.

## Sehenswürdigkeiten
- Siehe Liste der Kulturdenkmäler in Senheim

## Infrastruktur und Wirtschaft
Die nächstgelegenen Autobahnabfahrten befinden sich bei Ulmen und Kaisersesch an der Bundesautobahn 48. Durch Senhals verläuft die Bundesstraße 49 und in Ediger-Eller und Cochem gibt es die nächsten Bahnstationen an der Moselstrecke (Kursbuchnummer 690) Koblenz-Trier. In Senheim gibt es eine Schiffsanlegestelle und der Flughafen Frankfurt-Hahn auf den Hunsrückhöhen ist der nächste Flughafen mit internationalen Verbindungen. 
 
Der Ort ist vom Weinanbau und Unternehmen im Tourismusgewerbe geprägt. Er besitzt einige Winzerbetriebe und Übernachtungsmöglichkeiten.